# Димовци (Старозагорская область)
Димовци (болг. Димовци) — село в Болгарии. Находится в Старозагорской области, входит в общину Гурково. Население составляет 33 человека.

## Политическая ситуация
Кмет (мэр) общины Гурково — Стоян Бонев Николов (Болгарская социалистическая партия (БСП)) по результатам выборов.